# Въведение Богородично (Костур)
Вижте пояснителната страница за други значения на Въведение Богородично.
„Въведение Богородично“ (на гръцки: Εισόδια της Θεοτόκου) е ранновъзрожденска православна църква в град Костур (Кастория), Егейска Македония, Гърция. Храмът е част от Костурската епархия.

## Местоположение
Църквата е разположена на малък хълм, извън стария укрепен град, в традиционната крайезерна северна махала на града Позери, срещу Циацаповата къща. Заради къщата, храмът понякога е наричан „Света Богородица Циацапова“ (Παναγία Τσατσιαπά).

## История
Според ктиторския надпис църквата е построена и изписана в началото на XVII век – период на икономически възход на града, дължащ се на процъфтяването на кожарския занаят. До XV век в района има рибарски колиби и монашески килии, незащитени от нападения, тъй като са извън стените на града.
Надписът е на източната стена на притвора над входа на наоса. Дължината му е 1,57 m, а височината на трите му реда е 0,15 m. Текстът гласи:
| „ | + ΑΝΝΕΓ[….]ΟΡΗΘΗ Υ ΔΕΥΤΕΡΑ ΠΑΡΟΥCΙΑ CΥΔΡΟΜΗ Κ(ΑΙ) ΚΕ ΚΟΠΟΥ ΙΕΡΟΜΟΝΑΧΟΥ ΘΕΩΦΥ ΛΑΚΤΟΥ[…]ΑCTACYA MO<NA>XH ΔΗΟΝΗCΥA ΜΟΝΑΧΗ ΙΩ(ΑΝΝΟΥ) ΔΗΜΗΤΡΙΟΥ Κ(ΑΙ) ΤΟΝ ΕΠΗΛΥΠΟΝ ΑΡΧΟΝΤΟ ΕΟΝΗΑΝ Η ΜΝΗ(ΜΗ) ΑΥΤΟΝ ΕΠΗ ΕΤΟΥC ZPKB (1613/1614). | “ |

Надписът е тромав и изпълнен с правописни грешки и разказва единствено за изписването в 1613/1614 година на сцената на Второто пришествие на източната стена на притвора с разходите на йеромонах Теофан, монахините Анастасия и Дионисия и други. Теофан носи същото име като митрополит Теофан Костурски, споменат в 1621/1622 година в надписа на „Свети Архангели Позерски“.
В 1627 година е изписана външната западна стена на притвора с разходи на Асано. Надписът гласи:
| „ | ΔΕΥCIC THN ΔΟΥΛΗ ΤΟΥ ΘΕΟΥ ΑCANΩ ΕΤΟΥC ZΡΛΕ (1627) | “ |

Храмът се споменава за пръв път в кондиката на митрополията от 1618 година. Традиционно той е част от Варлаамската енория. Днес е в енория „Свети Пантелеймон“. В миналото църквата вероятно е била е католикон на метоха на Синайския манастир „Света Екатерина“. Тази хипотеза се основава на данни от костурските кондики, на местоположението на храма в североизточния край на града и на това, че самите монаси са финансирали второто изписване на храма. За това, че църквата е метох на Синайския манастир се споменава и в кондиките на митрополията и в други църковни източници. В кондиките са запазени сведния за дарения на Синай - така например на 5 февруари 1689 година архиепископ Герман Охридски пише, че Агни, дъщеря на Вартас, дарява на манастира две златни верижки. Конас е освободен от всякакви задължение към общината, тъй като посветил имуществото си на манастира Синай. На 11 януари 1716 година Георгиос Киридзис завещава на манастира 1000 флорина. Първенката Мария Думна, чиято къща ев непосредствена близост до църквата, поддържа кореспонденция с йерусалимския патриарх.
Край църквата са открити основи от монашески килии.
В 1924 година църквата е обявена за паметник на културата. В 1992 – 1995 година църквата е реставрирана от Министерството на културата, Службата за археологически паметници и община Костур. В 2015 година е завършена консервацията на стенописите.

## Архитектура
В архитектурно отношение е еднокорабна базилика с дървен покрив, полукръгла конха на изток и размери 16,50 × 7,00 и 5,50 m височина. Градежът е от недялани камъни и хоросан с употреба на сантрачи. Отвън има варовикови сглобки, частично запазени на северната страна. Тухлите на апсидата са силно повредени вследствие на влагата. На запад има възстановени каменна стълба и дървен навес с две колони за защита на външните стенописи.

## Интериор

### Иконостас
Във вътрешността е запазен изключително ценният оригинален дървен позлатен резбован иконостас. Иконостасът е триделен и поради малките размери на храма има само две врати – царски двери и на протезиса. Четирите долни панела са украсени с прости геометрични релефи. В горната зона рамките на царските икони имат по-обилка украса от еросчета, птици, животни, дракони, цветя и лози. Царските икони са пренесени в Костурския византийски музей. Вратите отгоре имат полукръгла рамка, а иконите правоъгълна. Архитравът се издава над останалата част на иконостаса и има декоративна лента, следвана от Дейсис в централния панел, фланкирана от бюстовете на дванадесетте апостоли. Иконостасът завършва с Разпятие със Света Богородица и Свети Йоан Богослов въррху два дракона. Въпреки отсъствието на надпис, на базата на структурните и стилистичните му характеристики, иконостасът може да се датира в третата четвърт на XVII век.

### Стенописи
Стенописите са типични за Костурската художествена школа, макар зографите за показван някои индивидуални особености, предпочитания и инвенции. Стенописите са дело на трима зографи. Първият изписва светилището и наоса. Композициите му са организирани естествено, природата и архитектурата са в баланс и тяхното изобразяване е конвенционално и просто. Фигурите му са тънки с правилни пропорции и имат живец, който понякога е монотонен, понякога преувеличен и театрален. Главите имат донякъде груби черти, овални очи, малки и тънки уста, дълги и тесни новосе и къси мускулести вратове. Контурите на лицата са очертани с тъмно кафяво, дрехите са с много гънки. Съдейки по тези характеристики и типологията на надписите, вероятно това е зографът изписал и църквата „Света Богородица Апостолашка“ в 1605/1606 година и „Свети Димитър Елеуски“ в 1608/1609 година. Въпреки отсъствието на зографски надпис вероятната датировка на стенописите в наоса е 1610 – 1612.
Нартексът е изписан от двама зографи от същата школа и от същия период. Единият е по-опитен и по-добър – негово дело са сцените на северната, източната и южната стена. Той акцентира върху детайла, като част от общия синтез. Вторият зограф изписва западната стена и при него отсъства умението за синтез. Стилът и на двамата показва, че са и иконописци. Стилът им показва някои черти на Критската художествена школа – кафявите сенки на клепачите, подочните торбички, носовете и устата, както и тънките линии, оформящи лицата. Цялостната иконография и стилът със силните народни и понякога вече наивистични характеристики, обаче са в духа на Костурската школа от XVI – XVII век. Народните и наивистичните елементи се засилват много през втората половина на XVII век.

#### В наоса
В началото на XX век са унищожени стенописите на северната, южната и западната стена на наоса. По същото време е изграден и окачен таван, за да се скрие многократно преправяния в миналото покрив. Остатъци от стенописи има на източната стена и в апсидата – Света Богородица Ширшая небес тип Влахернитиса, заобиколена от ангели и йерарсите Василий Велики, Григорий Богослов, Атанасий Александрийски, а образът на Йоан Златоуст е унищожен. Над Богородица е изобразен Убрус и Възнесение Господне. В южния край на източната стена има остатъци от неясна сцена. На северната и южната стена на наоса са запазени долните части на изображения на светци над декоративната лента. В горната зона на южната стена има остатъци от изображение на монах или аскет с отворен свитък с надпис. На западната стена са открити горните части на повредената сцена Успение Богородично и мащабната сцена Преображение Господне.

#### В нартекса
Според надписа нартексът е изписан в 1613 – 1614 година. Стенописите на север, юг, запад и изток са разделени в четири зони, включително най-долната декоративна лента.
На южната стена в горната зона е изобразен пророк Илия в пустинята, следва неясна сцена и сцени от мартирология, като мъченичеството на светите Акиндин, Пигасий, Афтоний, Алпидифор и Анемподист. Следва Убийството на младенците и мъченичеството на светите Евстратий, Авксентий, Мардарий, Евгений и Орест. Изобразяването на Убийството на младенците – първите християнски мъченици е сравнително рядко. Третата зона е заета изцяло от изображението на Света Неделя и шест други светци лечители в цял ръст – Пантелеймон, Ермолай, Артемий, Кир, Йоан Безсребреник или Талалей и Трифон.
На северната стена в горната зона доминира цикълът на Свети Йоан Кръстител, състояща се от изображения на Благовещението на Захарий, Рождество на Йоан Кръстител, Бягството на майка му Елисавета, Убийството на Захарий, Малкият Йоан в пустинята и молитвата му, Учението и мъченичеството на Йоан Кръстител. Мащабното изписване на цикъла на Йоан Кръстител се дължи на факта, че църквата е католикон. Иконографията на сцените следва Палеологовите стандарти и неин еквивалент са сцените в католикона на Серския манастир (1358 – 1364).
В следващата средна зона е мъченичеството на архидякон Стефан и апостолите Петър, Павел, Андрей, Яков и Марк. В третата зона са изписани светите великомъченици Ирина и Екатерина, Прегръдката на апостолите Петър и Павел, Йоан Богослов и голямото изображение на Света Богородица Одигитрия на трон, заобиколена от архангелите Михаил и Гавриил.
На западната стена в горната зона след Гостоприемството на Адам или Светата Троица следва впечатляваща сцена на планината Синай с няколко епизода като пророк Моисей в Синайската пустиня, Пророкът пред чудото с горящия храст, Моисей получава законите на планината Синай, Успение на Света Екатерина и накрая Жертвата на Адам. Изображението на Синай е може би най-старото запазено в монументалната живопис, като е известно от икони на критски майстори от XIV и XV век и медни гравюри от XVI и XVII век, и на него също се дължи препдоложението, че църквата е метох на Синайския манастир. Надписът гласи: „ΤΟ ΑΓΙΟΝ Κ' ΘΕΟΒΑΔΙΣΤΟΝ ΟΡΟΣ ΤΟ ΣΙΝΑΙΟΝ“. „Успение на Света Екатерина“ е надписано „ΤΗΣ ΑΓΙΑΣ ΕΝΔΟΞΩ ΜΕΓΑΛΟΜΑΡΤΗΡΟΣ ΠΑΡΘΕΝΟ Κ' ΠΑΝΣΟΦΟΕΚΑΤΕΡΙΝΗ“ и по-долу е Синайският манастир с гробището му. Подобна иконография виждаме на иконите в Синайския манастир.
В следващата зона са изобразени Трите деца в пещта, Света Богородица Животворящ източник, Успение на евангелист Лука и мъченичеството на евангелист Матей. Сцените са рамкирани от военните светци Теодор Тирон и Теодор Стратилат и лечителите безсребреници Козма и Дамян, съответно вдясно и вляво от входа. Изобразяването на Света Богородица Животворящ източник и на светците лечители вероятно е свързано с чумната епидемия в Костурско от 1611 година.
На източната стена по-късно са отворени прозорци и така са частично повредени стенописите в горната зона. Построена е и женска църква, която по-късно е разрушена. Почти цялата стена е заета от сцената Страшният съд, като входът разделя Рая от Ада. Над входа е ктиторският надпис, а в украсена ниша над него е изписана Света Богородица Пантанаса с надпис ΠΑΝΤΑΝΟΥCΑ. Сцената според надписа е датирана в 1612 – 1613 година.
- Свети Козма
- Свети Дамян
- Света Богородица Одигитрия

#### На западната фасада
В ниша над входа е изписана Света Богородица Пантанаса. Сцената е датирана в 1627 година, като зографът я е прерисувал от изображението в наоса, но е изпуснал името Пантанаса и е използвал друга цветова схема. Външната Богородица е обградена от архангелите Михаил и Гавриил.

## Галерия
- Стенопис на планината Синай и Синайския манастир на западната стена на притвора
- Общ изглед на западната стена на притвора
- Страшният съд, изобразен на източната стена на притвора
- Общ изглед на източната стена на притвора с ктиторския надпис в средата